# Município de Amanda (condado de Fairfield, Ohio)
Localização do Ohio nos E.U.A.
O município de Amanda (em inglês: Amanda Township) é um município localizado no condado de Fairfield no estado estadounidense de Ohio. No ano 2010 tinha uma população de 2706 habitantes e uma densidade populacional de 28,27 pessoas por km².

## Geografia
O município de Amanda encontra-se localizado nas coordenadas 39° 41′ 45″ N, 82° 46′ 07″ O. Segundo a Departamento do Censo dos Estados Unidos, o município tem uma superfície total de 95.71 km², da qual 95.51 km² correspondem a terra firme e (0.2%) 0.19 km² é água.

## Demografia
Segundo o censo de 2010, tinha 2706 pessoas residindo no município de Amanda. A densidade de população era de 28,27 hab./km².